# 李杏玲
李杏玲（1972年—），广东梅县人，汉族，中华人民共和国政治人物、第十二届全国人民代表大会广东地区代表。

## 生平
毕业于广东教育学院英语教育。2013年，担任全国人大代表。2018年2月24日，当选为第十三届全国人大代表。